# La Campiña
Die Comarca La Campiña ist eine der vier Comarcas in der Provinz Guadalajara der autonomen Gemeinschaft Kastilien-La Mancha.
Sie umfasst 30 Gemeinden auf einer Fläche von 816,73 km² mit dem Hauptort Azuqueca de Henares.

## Gemeinden
| Gemeinde                     | Einwohner (2024) | Fläche km² | Dichte Einw./km² | Cod INE | Postleitzahl |
| ---------------------------- | ---------------- | ---------- | ---------------- | ------- | ------------ |
| Alovera                      | 13.585           | 13,65      | 995              | 19024   | 19208        |
| Azuqueca de Henares          | 35.894           | 19,68      | 1.824            | 19046   | 19200        |
| Cabanillas del Campo         | 11.329           | 34,70      | 326              | 19058   | 19171        |
| Casa de Uceda                | 111              | 21,38      | 5                | 19070   | 19184        |
| El Casar                     | 13.628           | 51,84      | 263              | 19071   | 19170        |
| El Cubillo de Uceda          | 109              | 32,25      | 3                | 19102   | 19186        |
| Espinosa de Henares          | 690              | 39,42      | 18               | 19113   | 19292        |
| Fontanar                     | 2.637            | 15,46      | 171              | 19117   | 19290        |
| Fuencemillán                 | 85               | 7,25       | 12               | 19119   | 19237        |
| Fuentelahiguera de Albatages | 118              | 52,41      | 2                | 19120   | 19182        |
| Galápagos                    | 2.748            | 33,99      | 81               | 19126   | 19174        |
| Humanes                      | 1.784            | 48,02      | 37               | 19151   | 19220        |
| Málaga del Fresno            | 170              | 23,83      | 7                | 19166   | 19219        |
| Malaguilla                   | 207              | 28,51      | 7                | 19167   | 19219        |
| Marchamalo                   | 8.497            | 31,20      | 272              | 19171   | 19180        |
| Matarrubia                   | 79               | 28,21      | 3                | 19173   | 19227        |
| Membrillera                  | 97               | 38,33      | 3                | 19179   | 19247        |
| Mohernando                   | 164              | 26,36      | 6                | 19189   | 19226        |
| Montarrón                    | 32               | 11,17      | 3                | 19193   | 19229        |
| Puebla de Beleña             | 57               | 29,15      | 2                | 19228   | 19229        |
| Quer                         | 1.045            | 14,63      | 71               | 19230   | 19209        |
| Robledillo de Mohernando     | 183              | 29,65      | 6                | 19239   | 19227        |
| Torrejón del Rey             | 6.324            | 25,17      | 251              | 19280   | 19174        |
| Uceda                        | 3.303            | 47,25      | 70               | 19293   | 19187        |
| Valdeaveruelo                | 1.290            | 17,36      | 74               | 19300   | 19174        |
| Valdenuño Fernández          | 332              | 24,81      | 13               | 19304   | 19185        |
| Villanueva de la Torre       | 6.696            | 11,09      | 604              | 19319   | 19209        |
| Villaseca de Uceda           | 57               | 13,28      | 4                | 19323   | 19184        |
| Viñuelas                     | 183              | 15,46      | 12               | 19325   | 19184        |
| Yunquera de Henares          | 4.566            | 31,22      | 146              | 19331   | 19210        |
| Comarca La Campiña           | 116.000          | 816,73     | 142              | –       | –            |